# Le Paiement du tribut
Le Paiement du tribut ou Le Tribut de saint Pierre (en italien : Pagamento del tributo) est une fresque de 255 × 598 cm réalisée entre 1424 et 1427 par Masaccio (1401-1428), sûrement avec l'aide de son assistant Masolino (1383-1447), qui fait partie de la décoration de la Chapelle Brancacci située dans la partie gauche du transept de l'église Santa Maria del Carmine à Florence . 
Cette fresque représente une scène des Histoires de saint Pierre dans laquelle Jésus invite l'apôtre à payer la taxe demandée par un percepteur pour entrer dans la ville de Capharnaüm. Elle est universellement reconnue comme l'une des plus hautes expressions de l'art de Masaccio et du début de la Renaissance en général. 

## Histoire

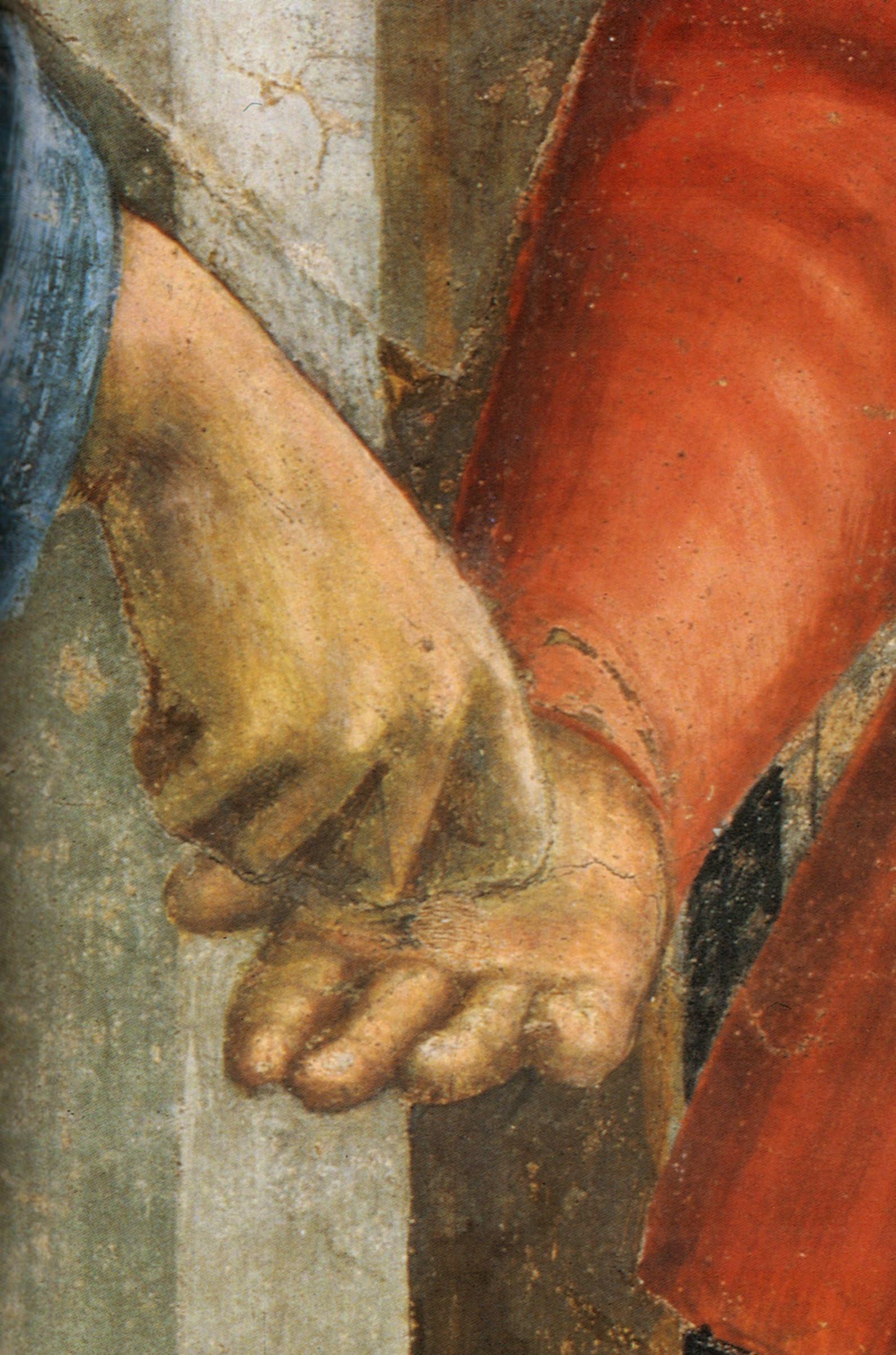
Détail.

La chapelle est construite par le riche drapier Piero di Piuvichese Brancacci pour honorer l'apôtre Pierre, son saint patron. Mais c’est son neveu, Felice di Michele Brancacci (1382-1447), qui commande le cycle peint.
Les fresques de la chapelle Brancacci sont une énigme pour les historiens du fait de l'absence de documentation authentifiée. Peut-être commandées à Masolino, qui avait le jeune Masaccio comme assistant, des preuves indirectes permettent de savoir qu'elles ont dû être commencées en 1424 et qu'à partir de 1425, elles sont exécutées par Masaccio seul après le départ de Masolino pour la Hongrie. En 1428, Masaccio part pour Rome où il meurt peu après.
La scène, préservée des repeints baroques de la voûte, a été noircie par l'incendie de 1771 qui détruisit une grande partie de la basilique.  Au fil du temps, les jugements sur l'œuvre ont été influencés par son état de conservation, qui a fait qualifier Masaccio de peintre aux couleurs sombres et « pierreuses » ; il a été possible de redécouvrir la couleur brillante d'origine seulement avec la restauration de 1983-1990,. Deux historiens de l'art, Umberto Baldini et Ornella Casazza, y ont participé. La méthode employée a cependant fait l'objet de critiques.
Cette œuvre est considérée comme l'une des plus belles compositions de Masaccio,.

## Thème iconographique

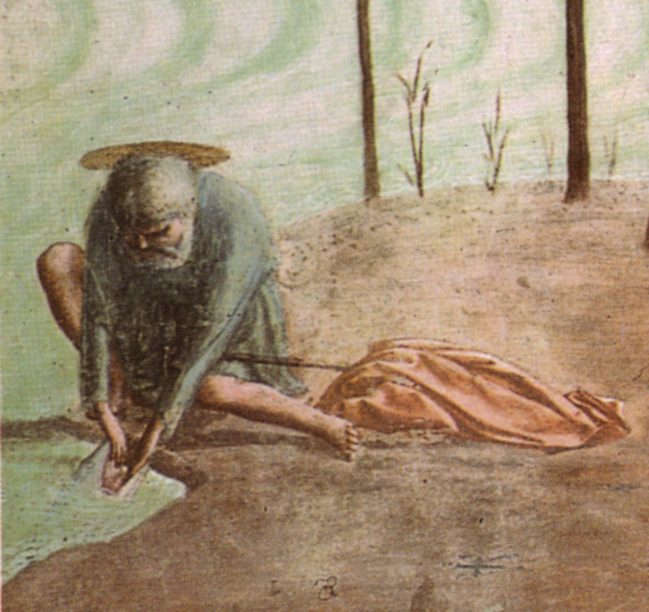
La Pêche de Pierre.

Cette fresque s'inspire de l’Évangile selon Matthieu (17: 24-27) : « lorsque le Christ et ses apôtres atteignent la ville de Capharnaüm, un percepteur leur réclame un tribut pour entrer dans la ville. Le Christ s’adresse alors à saint Pierre : […] va en mer, lance un hameçon et remonte le premier poisson qui aura mordu. Dans sa gueule, tu trouveras une pièce de quatre drachmes. Elle te servira à payer ton dû et le mien. Et ainsi Pierre s’acquitte du tribut ».
La scène regroupe, dans un espace unifié, trois événements successifs se déroulant à Capharnaüm, savamment corrélés par l'organisation des gestes et des regards des protagonistes :  au centre se trouve le percepteur, qui réclame un droit de passage au Christ et aux Apôtres, Jésus envoie saint Pierre pêcher ; au fond à gauche, ce dernier vient de tirer le poisson de l'eau ; enfin, à droite, saint Pierre remet le tribut au percepteur. Comme dans le cas de l'Expulsion du paradis, la représentation n'est pas parfaitement conforme au récit biblique et contient quelques libertés.
Au centre se trouve le Christ parmi les apôtres (avec une auréole en ovale perspectif), une représentation paléochrétienne typique, avec un collecteur d'impôts devant lui qui demande de l'argent pour entrer dans la ville, en tendant la main gauche ouverte, tandis qu'avec celle de droite, il montre la porte de la ville. Le robuste collecteur d'impôts, à la tunique courte classique du XVe siècle, est représenté de dos, le visage dans l'ombre, selon la position traditionnellement réservée aux figures impies comme Judas Iscariote ou le diable.
Le Christ, imperturbable ordonne à Pierre (vêtu d'une toge bleue avec un manteau jaune), d'un geste tout aussi éloquent, de se rendre au bord du lac, parce qu'il y trouvera un poisson qui aura une pièce dans la gorge. Pierre semble surpris par la demande (ses sourcils sont froncés) et lui aussi pointe vers le doigt vers la gauche, comme pour demander confirmation de la demande, mais aussi pour diriger le regard du spectateur vers l'épisode suivant de l'histoire.
Pierre, qui est allé au bord du lac (extrémité gauche) et a enlevé son manteau pour ne pas le salir, est représenté seul, saisissant un poisson par la tête, dans laquelle, miraculeusement, il trouve la pièce. Sa silhouette est très expressive, avec la disposition extrêmement réaliste des jambes de l'apôtre, preuve d'une étude de la posture humaine dans la vie quotidienne. Contrairement à la pratique habituelle, Masaccio a relégué le miracle à une place secondaire.
Pierre va ensuite payer (scène à droite), remettant l'argent entre les mains de l'homme avec une certaine solennité. Le percepteur semble ressentir une arrogance complaisante et ignore le miracle qui vient de se produire.

## Interprétation
Les interprétations attribuables à la fresque sont variées et assez complexes. Masaccio veut ici représenter une étape de l'histoire de l'humanité, que le Christ met en œuvre avec l'aide de l'Église incarnée par Pierre. En effet, le programme iconographique de toute la chapelle Brancacci vient souligner le rôle de premier plan de l'Église pour le salut de l'homme, surtout après que le concile de Constance (1418) a mis fin au Grand Schisme d'Occident. Le vrai miracle présenté dans cette œuvre est la foi que Pierre montre au Christ : en effet, il obéit aveuglément à l'ordre étrange du Christ d'aller sur les rives du lac de Tibériade pour y trouver une pièce dans la bouche d'un poisson, lui permettant de payer le collecteur d'impôts.
Le « tribut » dont traite la fresque n'est pas une taxe imposée par les Romains, mais la rançon demandée par Moïse, imposée à toute personne âgée de plus de 20 ans ; ne pas vouloir payer cette rançon, et utiliser un miracle pour éviter une offense publique au collecteur d'impôts, montre le Christ, non pas comme celui qui doit racheter, mais comme celui qui rachètera les hommes en offrant sa vie.

## Technique
La fresque  été réalisée en 32 « journées » de travail. Les figures sont composées de manière synthétique en construisant les volumes par la juxtaposition de la lumière et de la couleur, avec des reflets blancs rapides, plutôt qu'avec la méthode traditionnelle consistant à définir les formes avec netteté, puis à se consacrer au détail. Masaccio a modelé les personnages avec rapidité et précision, leur donnant une proéminence plastique jamais vue auparavant, ce qui les fait ressembler à des statues peintes monumentales. Il crée alors une véritable révolution picturale, que seuls certains de ses disciples ont pu comprendre et mettre en œuvre. Déjà à l'époque de Filippino Lippi, qui réalisa les fresques de la chapelle à partir de 1480, cette technique est abandonnée pour revenir à une technique qui donne plus d'importance à la précision du dessin préparatoire et du contour.

## Composition

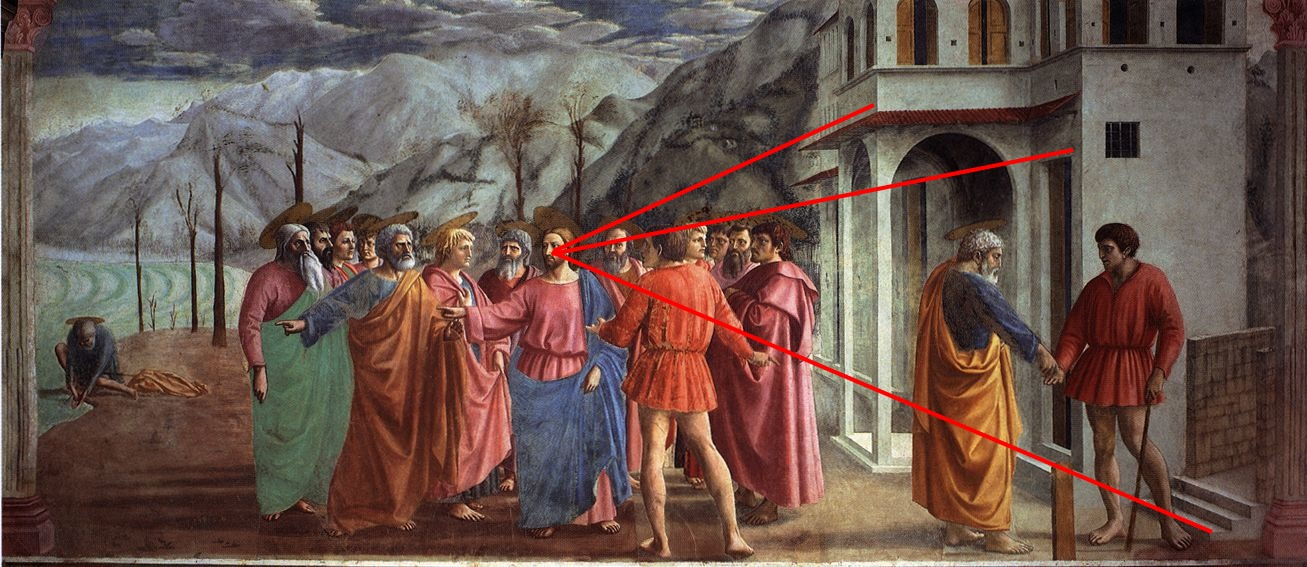
Schéma du Point de fuite central de la composition.

La compréhension de l'œuvre est facilitée par la perspective et l'observation naturaliste, qui créent un paysage vivant et réaliste comme encore jamais vu dans la peinture. Toutes les lignes de fuite convergent vers le visage du Christ, qui se détache du groupe d'apôtres et qui devient ainsi le pivot de toute la représentation. Le même schéma de perspective se trouve également sur le mur opposé, où Masolino a peint la Guérison de l'infirme et la résurrection de Tabita, mais dans ce cas, il n'y a pas d'élément significatif du point de fuite : les différentes scènes semblent dispersées, avec de faibles connexions.
Au premier plan, le geste de Jésus, bras levé en direction du lac, est répété par saint Pierre. Ce mouvement dirige l'œil du spectateur vers la scène de la pêche à gauche, qui constitue le second épisode. Enfin, le regard revient au premier plan et se porte sur les deux figures de droite où, dans le dernier épisode, saint Pierre paie le tribut au percepteur.
À droite, les murs de la ville sont constitués de jeux contrastés entre vide et plein (la loggia en saillie, les auvents, etc.) ; ce cadre est influencé par le relief de Saint Georges libérant la princesse de Donatello (1416-1417).
Dans le Tribut, des arbres et des montagnes herbeuses s'estompent à l'horizon, les nuages dans le ciel, sont beaucoup plus réalistes que ceux que Masolino avait l'habitude de peindre (Fondation de Sainte-Marie-Majeure, Naples). Les mêmes montagnes rompent fortement avec la tradition des roches acérées, utilisées par Giotto et ses disciples suivant la tradition byzantine.
Une unification lumineuse précise s'ajoute à l'unification spatiale, avec la source lumineuse venant de la droite (où se trouve la fenêtre de la chapelle), qui détermine l'inclinaison des ombres.

## Style

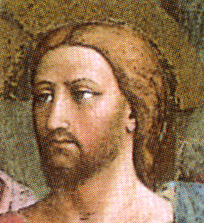
Visage du Christ, détail.

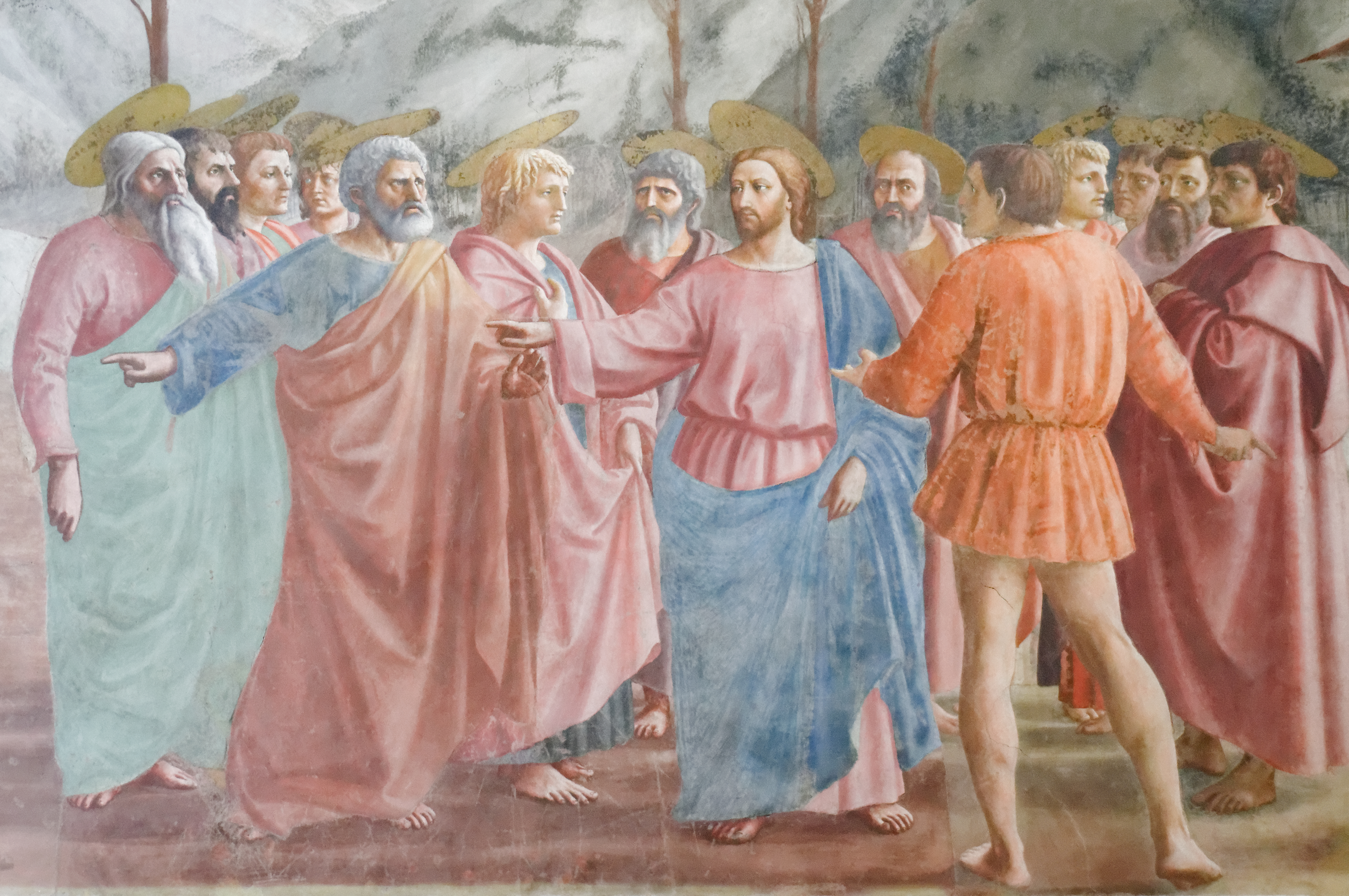
Groupe central.

L'éclairage, plus que le dessin de contour, définit la forme plastique des personnages, les faisant ressembler à des sculptures volumineuses.
Le Christ est à la fois le centre géométrique et spirituel de la scène. Son visage, marqué d'une nuance délicate, a été attribué à la main de Masolino (Roberto Longhi, Berti, Meiss, Parronchi, Bologne) par comparaison, par exemple, avec le visage d'Adam dans l'épisode voisin du Péché originel. Il est légèrement ombré, contrairement à ceux des apôtres marqués par des ombres dures. Outre un choix stylistique, le fait de donner au Christ le visage d'Adam était également soutenu par des arguments théologiques.
Masolino a probablement bénéficié de l'aide de Masaccio dans la construction en perspective de la scène de la Guérison de l'infirme et la résurrection de Tabitha ou dans la peinture de paysage de la Prédiction de saint Pierre contigu.
Le groupe central en isocéphalie, avec sa disposition en demi-cercle caractéristique, a probablement été inspiré par le groupe sculptural des Quatre Saints Couronnés de Nanni di Banco. Contrairement au sculpteur,  Masaccio ne copie pas l'art romain comme le montrent ses draperies qui, bien que faites à partir de l'étude des détails des statues antiques, ne les imitent pas. L'arrangement semi-circulaire pourrait également s'inspirer des premières compositions paléochrétiennes représentant le Christ parmi les apôtres.
Le groupe des apôtres est disposé de manière cohérente dans l'espace autour du Christ, et leur ensemble semble vouloir réaffirmer la volonté de l'homme et sa centralité. À partir de ce solide demi-cercle, l'espace se dilate vers l'extérieur, guidant l'œil du spectateur à travers les gestes des protagonistes et certaines lignes, telles que la taille des arbres qui va en diminuant.
Dans le groupe des apôtres, la figure de droite, vêtue de bordeaux, est emblématique : elle apparaît très bien définie dans les traits, avec une chevelure touffue et une barbe. Selon Vasari, il s'agit de l'autoportrait de Masaccio (que d'autres identifient dans la scène en-dessous), tandis que d'autres la désignent comme un portrait possible du commanditaire Felice Brancacci.
Les deux figures monumentales de Pierre et du collecteur d'impôts, à droite, sont fermement plantées au sol et la masse plastique est parfaitement développée par l'effet de contraste.

## Analyse

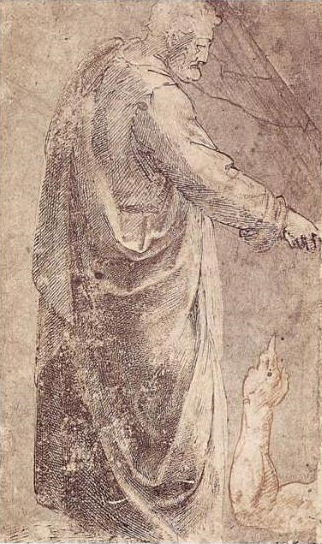
Michel-Ange, dessin à partir du Paiement du tribut de Masaccio (Munich Kupferstichkabinett).

Masaccio propose ici une alternative moderne à la narration « fleurie » de Gentile da Fabriano. Le souci de « l'unité spatiale antérieure aux épisodes du récit » s'affiche dans le fait qu'un seul espace englobe les trois moments successifs. L'attention est cependant concentrée sur le groupe principal; les personnages sont solidement plantés dans le sol et le traitement des masses leur confère une dignitas héroïque. La gestuelle est particulièrement importante : c'est par les mains que ces hommes prennent possession de leur espace ; les gestes servent, dans le circuit de l'image, de signes-relais, «  balisant » le parcours narratif. La tête du Christ a été peinte par Masolino, maître d'atelier. Ce détail montre les limites que l'époque pouvait imposer à la liberté « masaccesque » : la « suavité » du maître était préférée pour la douceur de Jésus. 
Saint Pierre demeure présent en trois endroits différents : les nécessités d'un « récit » encore gothique exigent cette répétition temporelle, implicitement contradictoire de l'unification spatiale.

## Choix iconographique
L'épisode du paiement du tribut est rarement représenté par des artistes dans les Histoires de Pierre. Dans le cas présent, il est dans une position de proéminence maximale, cassant même la séquence chronologique des scènes lorsque le registre supérieur existait encore, avec les scènes de la Repentance de Pierre et du Pasce oves mes. La présence de cette scène, en plus de célébrer la sagesse divine, a également été interprétée en la reliant à des événements locaux, florentins ou romains.
À Florence, elle rappelle sans doute l'institution imminente du cadastre, qui aura lieu peu de temps après (en 1427) mais qui était déjà bien accueillie par les dirigeants : comme le Christ accepte la logique terrestre de payer une impôt, les citoyens doivent se soumettre à l'obligation civique de payer les impôts requis. Felice Brancacci lui-même jouait un rôle important dans l'administration fiscale de la ville.
Selon Steinbart, au contraire, l'épisode pourrait faire l'objet d'une lecture « romaine », liée à l'intention du pape Martin V de rétablir l'autorité de l'Église.

## Postérité
La fresque fait partie du musée imaginaire de l'historien français Paul Veyne, qui le décrit dans son ouvrage justement intitulé Mon musée imaginaire.

## Source de traduction
- (it) Cet article est partiellement ou en totalité issu de l’article de Wikipédia en italien intitulé « Pagamento del tributo » (voir la liste des auteurs).